# خوليو سيزار طربيه أيالا
خوليو سيزار طربيه أيالا (بالإسبانية: Julio César Turbay)‏ (و. 1916 – 2005 م)؛ هو دبلوماسي، ومحام من كولومبيا من أصل لبناني ولد في بوغوتا. وطربيه عائلته لأبيه وهي عائلة لبنانية، وأيالا اسم عائلة أمه. كان عضواً في الحزب الليبرالي الكولومبي وترشح عنها ليصبح عضوا بالبرلمان الكولومبي بين عامي 1943 و1953. تدرج في المناصب الحكومية فقد تولى منصب وزير المعادن والطاقة ثم وزير الخارجية ثم نائب رئيس الجمهورية لفترتين متتاليتين ثم تولى رئاسة كولومبيا لمدة 4 سنوات من 1978 حتى 1982.

## روابط خارجية
- خوليو سيزار طربيه أيالا على موقع الموسوعة البريطانية (الإنجليزية)
- خوليو سيزار طربيه أيالا على موقع مونزينجر (الألمانية)